# All That She Wants
All That She Wants är en singel av Ace of Base från albumet Happy Nation, utgiven första gången 1992. Den är gruppens största succé och har sålts i  'ungefär 4 miljoner exemplar världen över. Singeln låg som nummer ett i sexton länder och var en topp tio-hit i stora delar av världen. Den är gruppens enda etta på den brittiska singellistan.  I sjätte säsongen av Så mycket bättre gjorde Ison & Fille en tolkning av låten.

## Musikvideo
En musikvideo producerades för att marknadsföra singeln. Den regisserades av Matt Broadley.

## Låtlista
- Storbritannien, CD-singel

1. "All That She Wants" (Radioversion)
2. "All That She Wants" (12" Version)
3. "All That She Wants" (Banghra Version)
4. "All That She Wants" (Madness Version)

- USA CD-singel

1. "All That She Wants" – 3:31
2. "All That She Wants" (Extended Single/Dub Version) – 7:56
3. "All That She Wants" (Banghra Version) – 4:15
4. "All That She Wants" (12" Version) – 4:46

- Australien-singel:

1. "All That She Wants" (Radio Edit)
2. "Fashion Party"

## Medverkande
- Sång av Linn Berggren, Jonas Berggren och Ulf Ekberg
- Skriven av Jonas Berggren och Ulf Ekberg
- Producerad av Denniz Pop, Jonas Berggren och Ulf Ekberg
- Inspelad i Swemix Studios, Stockholm

## Listpositioner
| Land           | Nr |
| -------------- | -- |
| Australien     | 1  |
| Belgien        | 1  |
| Brasilien      | 1  |
| Chile          | 1  |
| Colombia       | 1  |
| Danmark        | 1  |
| Finland        | 3  |
| Frankrike      | 2  |
| Grekland       | 1  |
| Irland         | 2  |
| Israel         | 1  |
| Italien        | 1  |
| Mexiko         | 1  |
| Nederländerna  | 4  |
| Norge          | 2  |
| Nya Zeeland    | 3  |
| Schweiz        | 1  |
| Spanien        | 1  |
| Storbritannien | 1  |
| Sverige        | 3  |
| Tyskland       | 1  |
| USA            | 2  |
| Venezuela      | 1  |
| Österrike      | 1  |

## Guld och platina
- USA: Platinaskiva
- Storbritannien: Platinaskiva
- Sverige: Guldskiva